# Christopher McHugh
Christopher McHugh (Adelaide, 31 augustus 1989) is een Australisch beachvolleyballer. Hij is vijfvoudig Aziatisch kampioen en won twee gouden medailles bij de Gemenebestspelen. Daarnaast nam hij eenmaal deel aan de Olympische Spelen.

## Carrière

### 2006 tot en met 2016
McHugh deed in 2006 met Harrison Peacock mee aan de WK onder 19 op Bermuda. Een jaar later eindigde hij met Trent Erwin bij hetzelfde toernooi in Mysłowice als negende. Bovendien debuteerde het tweetal bij het Open-toernooi van Montreal in de FIVB World Tour. Vervolgens speelde McHugh twee jaar met Sam Boehm. In 2008 kwamen ze bij acht toernooien in het internationale beachvolleybalcircuit niet verder dan twee vijf-en-twintigste plaatsen. Bij de WK onder 21 in Brighton behaalden ze een negende plaats. Het jaar daarop nam het duo deel aan twaalf toernooien in de mondiale competitie met een zeventiende plaats in Mysłowice als beste resultaat. Met Luke Smith werd hij daarnaast vijfde bij de WK onder 21 in Blackpool. Van 2010 tot en met 2012 vormde McHugh een team met Joshua Slack. Het eerste jaar was het duo actief op dertien toernooien in de World Tour met twee zeventiende plaatsen (Åland en Den Haag) als beste resultaat. Bij de Aziatische kampioenschappen in Haikou eindigden ze als vijfde, nadat ze de kwartfinale verloren hadden van de Kazachen Aleksej Sidorenko en Aleksandr Djatsjenko. Het seizoen daarop deden ze mee aan elf mondiale toernooien waarbij ze een vijfde plaats bij de Grand Slam van Moskou behaalden. Bij de AK eindigden McHugh en Slack als vierde nadat Sidorenko en Djatsjenko in de troostfinale opnieuw te sterk waren. In 2012 speelde het tweetal drie internationale wedstrijden samen, waarna McHugh met Isaac Kapa in Haikou Aziatisch kampioen werd door de Chinezen Chen Cheng en Li Jian in de finale te verslaan. 
Vervolgens partnerde McHugh tot en met 2016 met Kapa. Ze begonnen 2013 met zeven overwinningen in de nationale en continentale competitie en kwamen bij zeven reguliere toernooien in de World Tour tot een vijfde (Moskou) en drie negende plaatsen (Den Haag, Rome en Long Beach). Bij de wereldkampioenschappen in Stare Jabłonki werden ze in de achtste finale uitgeschakeld door de Brazilianen Pedro Solberg Salgado en Bruno Oscar Schmidt. Het seizoen daarop behaalde het tweetal meerdere podiumplaatsen in de Australische competitie. In Jinjiang werden McHugh en Kapa voor de tweede keer Aziatisch kampioen door het Kazachse tweetal Dmitri Jakovlev en Aleksej Koelesjov in de finale te verslaan. Op mondiaal niveau waren ze verder actief op zeven Grand Slams met een derde plaats in Klagenfurt als beste resultaat. In 2015 bereikte het duo bij de WK in Nederland de achtste finale die verloren werd van de latere kampioenen Alison Cerutti en Bruno Oscar Schmidt. In de World Tour speelden ze verder acht wedstrijden met een vijfde plaats in Saint Petersburg als beste resultaat. Het daaropvolgende seizoen behaalden ze meerdere podiumplaatsen in de nationale en continentale competitie. In Sydney wonnen McHugh en Kapa bovendien voor de derde keer de Aziatische titel, ditmaal ten koste van hun landgenoten Bo Soderberg en Cole Durant. Internationaal speelden ze verder vijf wedstrijden waarbij ze onder meer een vijfde plaats in Cincinnati en twee negende plaatsen op Kish en in Moskou behaalden.

### 2017 tot heden
In 2017 wisselde McHugh van partner naar Damien Schumann. Ze wonnen dat jaar een bronzen medaille bij de AK in Songkhla ten koste van het Qatarese duo Júlio Nascimento en Ahmed Tijan. Bij de WK in Wenen werden ze in de achtste finale uitgeschakeld door de Amerikanen Phil Dalhausser en Nick Lucena. In de World Tour namen ze verder deel aan negen toernooien met onder meer een overwinning in Shepparton en een vierde plaats in Sydney als resultaat. Het jaar daarop speelden McHugh en Schumann vier wedstrijden in het internationale beachvolleybalcircuit met een tweede plaats in Shepparton als beste resultaat. Bij de Gemenebestspelen in eigen land wonnen ze bovendien de gouden medaille door de Canadezen Sam Pedlow en Sam Schachter in de finale te verslaan. Na afloop van het toernooi gingen de twee uit elkaar, waarna McHugh in juli een nieuw team vormde met Zachery Schubert. Bij vier toernooien in de World Tour kwam het duo tot een vijfde plaats in Haiyang en bij de AK in Satun was de groepsfase het eindstation. In 2019 behaalden ze drie overwinningen in het Australische circuit en eindigden ze als vijfde bij de AK in Maoming, nadat ze in de kwartfinale werden uitgeschakeld door Wu Jiaxin en Ha Likejiang uit China. Op mondiaal niveau was bij zes toernooien een negende plaats in Kuala Lumpur het beste resultaat.
Het jaar daarop keerde McHugh terug aan de zijde van Schumann. Het duo werd in Udon Thani Aziatisch kampioen ten koste van Wu en Ha en won vervolgens het FIVB-toernooi van Phnom Penh. Vervolgens werd de rest van het seizoen gestaakt vanwege de coronapandemie. In 2021 behaalden ze vier overwinningen in de binnenlandse competitie en plaatsten ze zich via continentale kwalificatietoernooi voor de Olympische Spelen in Tokio. Daar strandden ze na drie nederlagen in de groepsfase. In november werd hij met Paul Burnett in Phuket voor de vijfde keer Aziatisch kampioen door het Iraanse duo Bahman Salemi en Abolhassan Khakizadeh in de finale te verslaan. Het seizoen daarop vormde hij een vast duo met Burnett. Ze behaalden in de Pro Beach Tour – de opvolger van de World Tour – onder meer een tweede (Kuşadası), een vierde (Agadir) en twee vijfde plaatsen (Tlaxcala en Doha). Bij de WK in Rome bereikte het duo de zestiende finale waar de Brazilianen André Loyola en George Wanderley in twee sets te sterk waren. Bij de Gemenebestspelen in Birmingham wonnen ze de gouden medaille ten koste van het Canadese duo Daniel Dearing en Sam Schachter.

## Palmares
Kampioenschappen
- 2012:  AK
- 2013: 9e WK
- 2014:  AK
- 2015: 9e WK
- 2016:  AK
- 2017:  AK
- 2017: 9e WK
- 2018:  Gemenebestspelen
- 2020:  AK
- 2021:  AK
- 2022:  Gemenebestspelen

FIVB World Tour
- 2014:  Grand Slam Klagenfurt
- 2017:  1* Shepparton
- 2018:  1* Shepparton
- 2020:  2* Phnom Penh
- 2022:  Kuşadası Challenge